# Zalew klonowski

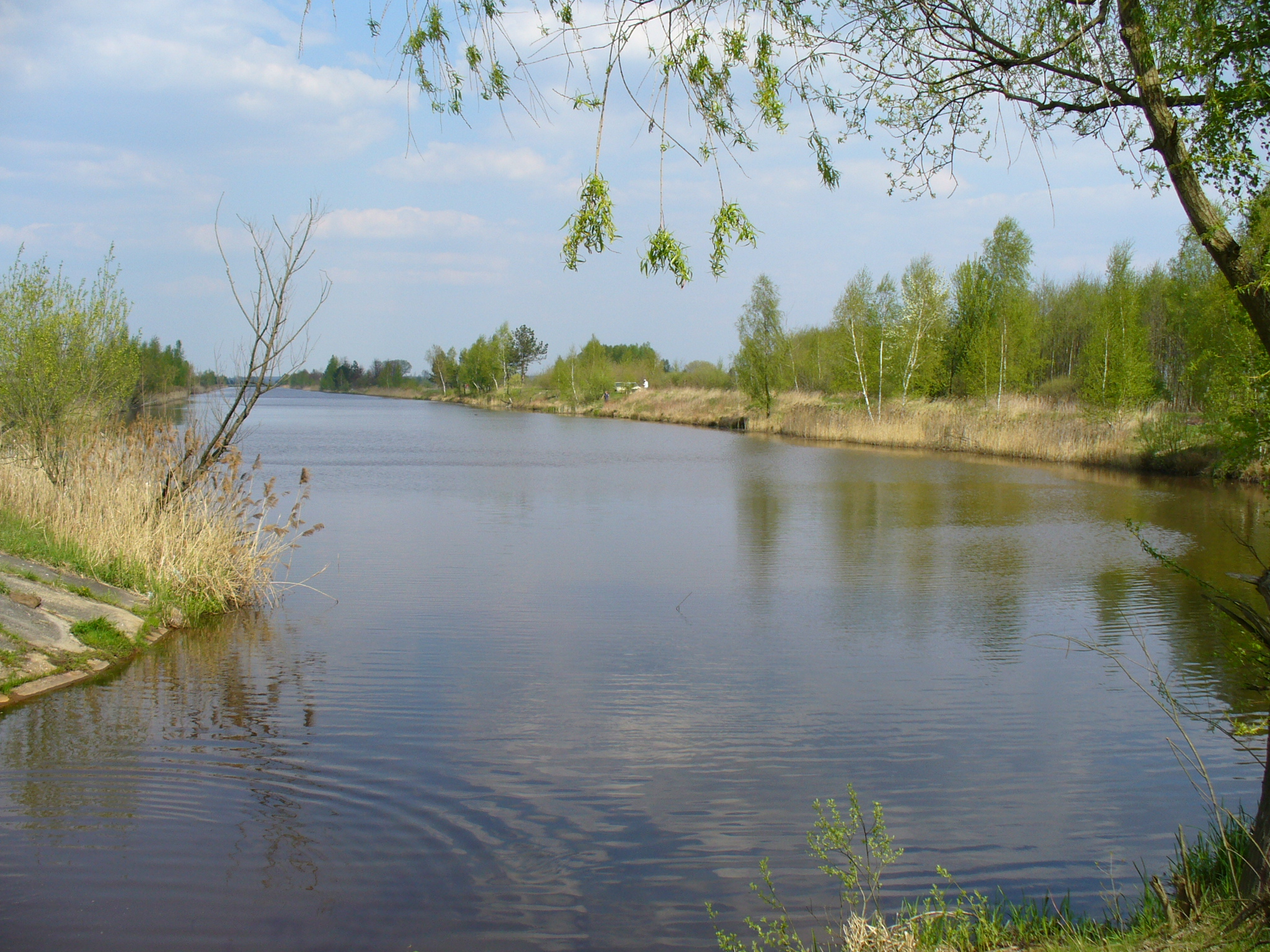
Zalew Klonowski, widok od strony zapory

Zalew klonowski – sztuczny zbiornik wodny, utworzony na małym strumyku położony w województwie podkarpackim, na terenie gminy Grębów, we wsi Wydrza.
Zalew powstał w latach 80. XX wieku. Jednym z celów utworzenia zalewu była budowa wału ochronnego, który miał za zadanie chronić nieistniejącą już kopalnię siarki Siarkopol z siedzibą w Jeziórku przed ewentualnym zalaniem. Powstanie zalewu związane było również z pobliskim położeniem studni głębinowych, które doprowadzają wodę do pobliskiej stacji uzdatniania wody w Klonowym. Drugą z funkcji zalewu jest nawadnianie pobliskich stawów rybnych, dlatego też nie brakuje w nim różnego rodzaju ryb z gatunku karpiowatych.
W sezonie letnim obiekt pełni również rolę rekreacyjną.